# Черкез Садовина
Черкез Садовина (алб. Sadovinë e Çerkezve) је насеље у општини Витина, Косово и Метохија, Република Србија.
Према књизи Атанасија Урошевића, „Горња Морава и Изморник", издање 1935.г.
Топографски су називи за њиве: Смоница, Забран, Арат-е-Гата (Дуге Њиве), Ђемије и Мали

## Постанак и име села
На месту садашњег села је око 1860 године турска власт населила избегле Черкезе са Кавказа. Село је основано на хатару села Садовине, па је и оно задржало исто име, а као черкеско насеље прозвано је Черкез-Садовина. Година 1878 село прима Арбанасе мухаџире из Србије, а од 1914 год. и православне Србе.
Сви Черкези, којих је 1912. год. било око 65 кућа, иселили су се у Турску одмах по Ослобођењу. Они су и 1878 год. напустили село испред српске војске, па се поново вратили, пошто је гњнлански крај потпао под Турску.
На месту Малиште, на њиви породице Николић, је село имало цркву порушену у 19. веку. 

## Порекло становништва.
Сада у селу живе Арбанаси и Срби.

#### Арбанашки родови
- Коњувц (11 к.), од фиса Бериш, мухаџири из Коњувца (Лесковац);
- Риковц (2 к.), од фиса Краснић, мухаџири из Риковца (Лесковац) а старину знају у Малесији, одакле су у Србију прешли пре 100 година;
- Турјан (10 к.), од фиса Соп, мухаџири из Турјана (Јабланица);
- Плавца (2 к.), од фиса Гаш, мухаџири из Плавца (Јабланица);
- Бићевц (3 к.), од фиса Бериш, досељени из Бићевца (Качаник) 1912 године, пре Ослобођења.

#### Српски родови
- Димовић (1 к., св. Јован). Старином су из Рибника а живели су у Слатини и другим селима Горње Мораве као чифчије. У Черкез Садовини су настањени 1921 год.
- Бицепа (1 к., Митровдан). Као чифчије су живели у Пожерању, Рамњану и Слатини. У Черкез Садовини су настањени 1920 год.
- Мартиновићи или Васићи (1 к., св. Јован). Старином су из Новог Брда, затим прешли у махалу Плавица у селу Бостане. Тамо су једна породица са Трајковићима, Филићима и Мартиновићима. Живели су као чифчије по многим селима Горње Мораве. У Черкез Садовину су дошли 1921 године. У другој половини 20. века се преселили у Витину, сад су у Крагујевцу.
- Круљ, Круљевић или Круљиша (св. Јован). Досељени су из Ранковаца   (Љубиње) 1914 год. Живе у Крагујевцу, Инђији и Нишу.
- Богдановић (1 к., Ђурђевдан). Досељен из Љубиња 1920 год. на утрину.
- Маслеша (1 к., св. Јован), досељен 1919 год. из Туља (Требиње) на утрину. Живе у Смедереву. Кумови су Стојковићима. 
- Столица (1 к., св. Никола), досељен из Билећа 1921 год. на утрину. Живе у околини Панчева. 
- Гргур, Гргуревић, Гругуревић или Грегуревић (3 к., Шћепандан), досељени 1920 год. из Гацка на утрину. Живе у Крагујевцу и Инђији.
- Вукоје (1 к., св. Никола), досељен 1920 год. из Билећа на утрину. Живе у Крагујевцу.
- Видека (1 к., католици, славе Антуновдан), досељен 1921 год. из Сиња на утрину.
- Стојковић (1 к., св. Врачи), досељен из Мртвице  (Владичин Хан) на купљено имање од мухаџира. Тамо досељени из Куманова, а најдаља старина им је у Лерину у Грчкој. Доселила се у Мртвицу задруга од 72 људи. Од куге (чуме) умрло је 70, а остале су мајка Анђа и ћерка Јела. Јела се касније удала за неког полу-Цинцара а полу-Грка путника и имали су 4 сина, а један од њих је био Стојко по којем Стојковићи носе презиме. Живе у Петрињу у Хрватској, Крагујевцу и Лазаревцу.
- Додић (1 к., св. Никола), српски Цигани, досељен 1921 из Средњег Дела (Пчиња) на купљено имање.
- Станковићи или Момчиловићи (3 к., св. Арханђео), досељавани 1922, 1924 и 1925 год. из Средњег Дела на купљено имање. Досељена су браћа Аранђел и Аритон. Старина им је у Босилеграду, где још имају истоимене рођаке-Момчиловиће. Имају рођаке Шотиће и Пириће у Витини, Ђуровиће у Могили и Звечану, Милошевиће у Карадак Махали, Вељковиће у Гушици и у селу Липовац (данас Blinishte) код Ђаковице, Николиће у Новом Селу, Митковиће у Гњилану. Живе у Смедереву, Београду, Винчи и у Чучеру код Скопља.
- Митровић (1 к., св. Никола), досељен 1923 из Сувојнице (Масурица) на утрину.
- Новковић (1 к., св. Арханђео), досељен 1923 год. из Сувојнице на утрину.
- Николић 1. или Рамноделци (2к.,Св.Арханђео), досељени 1925.г. из Сливнице код Врањске Бање. Старина им је у уништеном селу Ружица југоисточно од Гњилана. Доселила се 2 брата-Милош и Стојан и сестра Стојна. Стојна је била удата за Вељка Милошевића из Карадак Махале. Рођаци су им и Димићи из Танкосића и једна породица у Вратници.  
-Николић 2., живели у Карадак Махали. 
- Коцић(1к., Св.Никола), српски Цигани. Василија Коцића убио је Адем Гута из села Слатина уз повике: "Ја сам Адем Гута који Србе гута". Живели су близу џамије. 
- Стојановићи 1., старином од Солуна.  Живели су у Лесковцу. Њиховом претку Турчин убије жену, а он њега, па су због крвне освете избегли у околину Врања око 1860. године, где су били друга најбогатија српска породица, и живели су на планини Свети Илија, па су због бугарских насиља досељени овде око 1930. године. 
-Стојановићи 2., српски Цигани.
-Стојановићи 3., кумови са Николићима. Живе у Крагујевцу и Смедереву. 
-Стевановић или Стефановић, живе у Крагујевцу. 
-Аризановић, једна породица са Аризановићима у Грмову, обе ове породице су данас у Смедереву. 
-Џелетовић, старином из Херцеговине. 
-Џекић, старином из Лике. 
-Стојиљковић
-Миленковић
-Ђорђевић
-Јанићијевић
-Младеновић
-Милошевић, досељени из околине Врањске Бање. Доселила се браћа Владимир и Вељко. Живе у Смедереву, Крагујевцу, Скопљу, Чачку и Крњеву. 
-Пешић, живе у Крагујевцу.
-Нешић, из Далмације, живе у Крагујевцу. 
-Вуковић, старином из Црне Горе, живе у Смедереву.  

## Становништво
| Демографија | Демографија | Демографија |
| Година      | Становника  | Становника  |
| ----------- | ----------- | ----------- |